# Sestav dvanajstih petstranih antiprizem z vrtilno svobodo
Sestav dvanajstih petstranih antiprizem z vrtilno svobodo je v geometriji simetrična razporeditev dvanajstih petstranih antiprizem. 

## Kartezične koodinate
Kartezične koordinate oglišč tega telesa so vse ciklične permutacije  naslednjih vrednosti:
(±(2τ−1−(2τ+4)cosθ), ±2(√(5τ+10))sinθ, ±(τ+2+(4τ−2)cosθ))
(±(2τ−1−(2τ−1)cosθ−τ(√(5τ+10))sinθ), ±(−5τcosθ+τ−1(√(5τ+10))sinθ),
±(τ+2+(3−τ)cosθ+(√(5τ+10))sinθ))
(±(2τ−1+(1+3τ)cosθ−(√(5τ+10))sinθ), ±(−5cosθ−τ(√(5τ+10))sinθ),
±(τ+2−(τ+2)cosθ+τ−1(√(5τ+10))sinθ))
(±(2τ−1+(1+3τ)cosθ+(√(5τ+10))sinθ), ±(5cosθ−τ(√(5τ+10))sinθ),
±(τ+2−(τ+2)cosθ−τ−1(√(5τ+10))sinθ))
(±(2τ−1−(2τ−1)cosθ+τ(√(5τ+10))sinθ), ±(5τcosθ+τ−1(√(5τ+10))sinθ),
±(τ+2+(3−τ)cosθ−(√(5τ+10))sinθ))
kjer je τ = (1+√5)/2 zlati rez, ki ga včasih pošemo kot φ.

## Vir
- Skilling, John (1976), »Uniform Compounds of Uniform Polyhedra«, Mathematical Proceedings of the Cambridge Philosophical Society, 79: 447–457, doi:10.1017/S0305004100052440, MR 0397554.